# Propstei Seesen
Die Propstei Seesen war bis zum 31. Dezember 2016 einer von 13 Unterbezirken der Evangelisch-Lutherischen Landeskirche in Braunschweig. Zum 1. Januar 2017 schloss sie sich mit der Propstei Bad Gandersheim zur Propstei Gandersheim-Seesen zusammen.

## Geographische Lage
Die Propstei Seesen lag am nordwestlichen Rand des Harzes sowie dessen westlichem Vorland, wo die A7 die Hauptverkehrsachse ist. Kirchlich befand sich westlich angrenzend die Propstei Bad Gandersheim, nordwestlich angrenzend der Kirchenkreis Hildesheimer Land-Alfeld (Evangelisch-lutherische Landeskirche Hannovers), nordöstlich angrenzend die Propstei Goslar, östlich und südlich angrenzend der Kirchenkreis Harzer Land (ebenfalls Hannover).

## Propsteigebiet
Die in der Propstei Seesen zusammengefassten Kirchen gehörten zu den politischen Gemeinden Seesen, Bad Grund (Harz), Bockenem und Langelsheim.

## Kirchengemeinden
Zur Propstei Seesen gehörten 31 Kirchengemeinden (Pfarrämter). Zu einem Pfarramt gehören meist mehrere Kirchen.